# Знаменский монастырь (Барнаул)
Барнаульский Знаменский монастырь — женский монастырь Барнаульской епархии Русской православной церкви в Барнауле. Открыт в 1994 году при Знаменской церкви.

## История
Монастырь был обустроен на месте Знаменского прихода города Барнаула. Являясь одним из старейших храмов города, Знаменский собор трижды перестраивался. В 1754 году на его месте сначала была построена деревянная церковь во имя святых пророка Захарии и праведной Елисаветы, в 1778 г. воздвигнута двухпрестольная церковь с приделом во имя Святителя Николая. Современное здание было заложено в 1853 году по благословению преосвященнейшего Афанасия (Соколова), епископа Томского и Енисейского (1841—1853). Храм был построен и освящен в 1859 году.
Главный престол нового храма был освящен в честь иконы Божией Матери «Знамение», явленной в Новгороде. Другие пределы были освящены как и в прежнем храме во имя Святителя Николая (левый) и свв. прор. Захарии и прав. Елизаветы (правый). Храм был восьмиглавым с трехъярусной колокольней (12 колоколов). Церковь выходила на Сенную площадь. Белый декор на фоне красных кирпичных стен придавал особую нарядность церковному зданию.
В 1916 году с западной стороны собора барнаульским купцом второй гильдии Иваном Спорыхиным была построена каменная часовня в память 300-летия правления династии Романовых.
При Знаменском соборе было три школы, имелась большая библиотека, в храме хранилось много святынь. С 1923 году Знаменский собор стал кафедральным собором Барнаульских епископов. В 1933 году в город прибыл епископ Иаков (Маскаев) (с 1935 года - архиепископ Барнаульский. В Знаменском кафедральном соборе Владыка Иаков главным образом и нёс своё архипастырское служение. 29 июля 1937 года архиепископ Иаков был расстрелян.
В 1937 году храм закрыли, впоследствии были разобраны главы и колокольня, снят купол. В здании собора сначала разместился архив НКВД, затем — Барнаульское архивное бюро, позже его переименовали в Государственный архив Алтайского края. После 1947 года в интерьере храма был устроен второй этаж. В 1960-е годы к зданию храма были сделаны пристройки, исказившие его первоначальный облик.
В 1992 году Знаменский собор возвращён Русской Православной Церкви. Вскоре в нём возобновились богослужения во вновь обустроенном приделе во имя святого праведного Иоанна Кронштадтского. В приделе была обустроена купель для совершения таинства Крещения с полным погружением. Это восстанавливалось трудами протоиерея Михаила Капранова, назначенного в 1993 году настоятелем храма по благословению правящего тогда епископа Тихона (Емельянова), епископа Новосибирского и Барнаульского.
26 февраля 1994 года постановлением Священного Синода была воссоздана Барнаульская епархия. В марте 1994 года во главе епархии стал епископ Антоний (Масендич), епархиальное управление разместилось в пристройке к Знаменскому собору.
Решением Священного Синода 18 июля 1994 года по ходатайству епископа Барнаульского и Алтайского Антония (Масендича) Знаменский храм был преобразован в женский монастырь.
Первой настоятельницей монастыря была монахиня Глафира (в миру Галина Викторовна Любицкая, 1936 года рождения), принявшая постриг 21 сентября 1974 года в Жировицком монастыре. При её настоятельстве восстановление храма было закончено; освящён придел в честь иконы Знамения Божией Матери (1996).
10 ноября 1996 года она мирно отошла ко Господу, приняв схиму с именем Евлогия. Её могила расположена рядом с алтарными апсидами Знаменского храма.
В 1997 году были восстановлены и заново освящены Никольский придел и придел в честь святых Захария и Елисаветы. Через некоторое время была разобрана пристройка советского времени.
С 1998 года настоятельницей монастыря была монахиня Надежда (Любовь Чанова), параллельно служившая настоятельницей скита в селе Сорочий Лог, в котором была выстроена часовня в честь Иоанна Предтечи и новомучеников Российских (на месте расстрела священников и верующих в 1920-х годах), обустроен святой источник. Дважды в год — в день Рождества Иоанна Предтечи и в день Усекновения главы Иоанна Предтечи — в скиту совершал богослужения епископ Барнаульский и Алтайский Максим.
В последние годы из Иерусалима привезена частица мощей преподобномученицы Елисаветы. В обители появился образ Божией Матери Почаевской. Монастырь получил в дар икону Божией Матери «Неувядаемый Цвет» (1902, Афон). В правом приделе Знаменского храма помещена восстановленная икона Знамения. Последние годы обязанности настоятельницы исполняла монахиня Илария (в миру Любовь Михайлова), ныне покойная. На данный момент настоятельницей монастыря является монахиня Клавдия (Кремлёва).

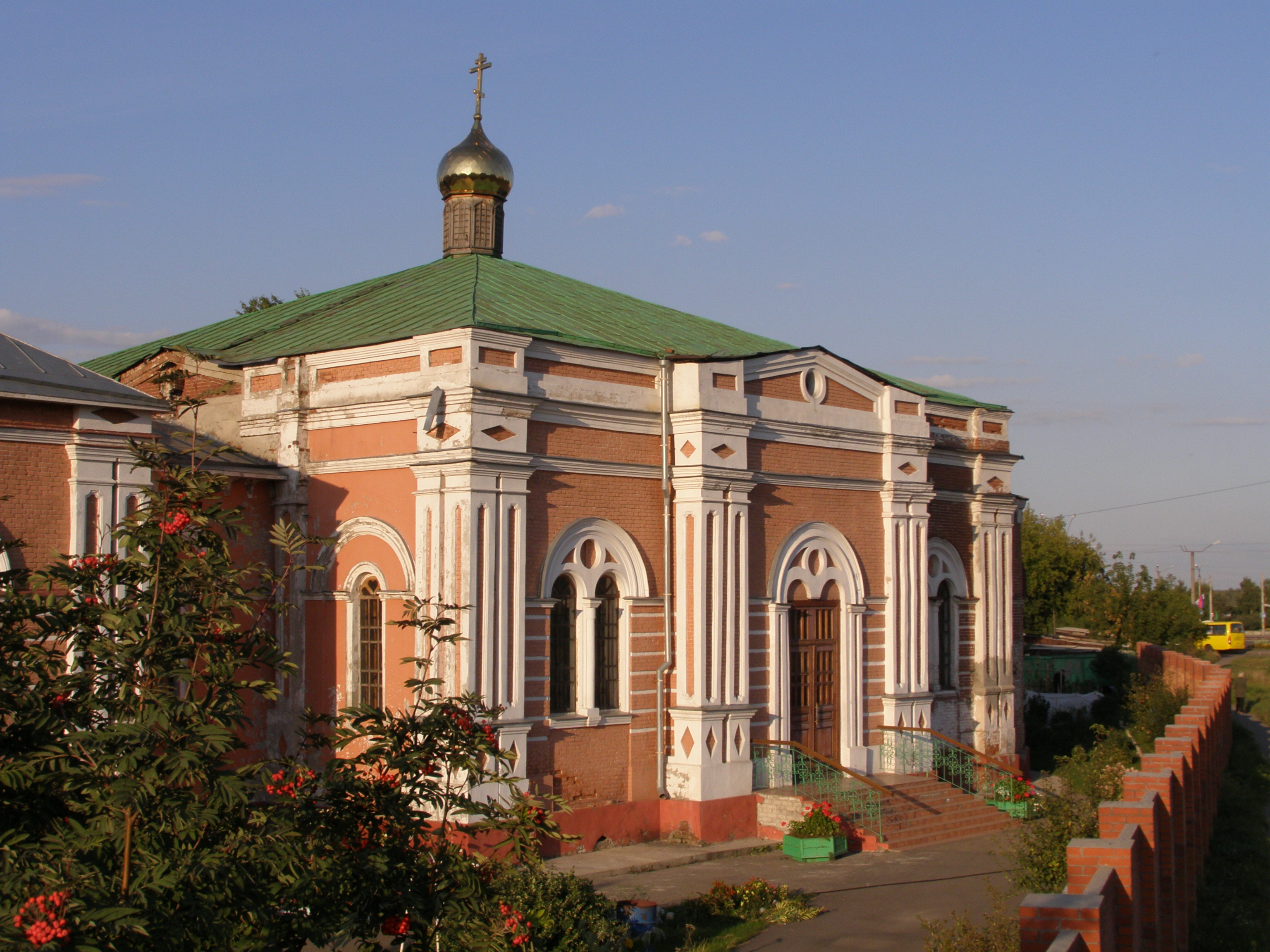
Знаменский храм в монастыре в 2008 году (еще без куполов и колокольни)

21 сентября 2010 года, в день праздника Рождества Пресвятой Богородицы, епископ Барнаульский и Алтайский Максим, совершил чин освящения келейного корпуса Барнаульского Знаменского женского монастыря города Барнаула. Освящение состоялось после Божественной литургии в присутствии множества гостей. Новый кирпичный трехэтажный корпус отличается красотой. Детали внешней отделки связывают его в единый с собором стиль. На первом этаже устроены кельи для инокинь и насельниц Знаменского монастыря, на третьем разместились просторные, светлые помещения для епархиальной иконописной мастерской, где местные мастера-иконописцы пишут и реставрируют образа святых угодников Божиих. Здесь же расположена швейная мастерская.
С 24 октября 2008 года проводилась реставрация храма с целью приведенИя его к первоначальному виду — к 150-летию храма восстановлены 5 куполов и колокольня.
23 мая 2009 года, в первый день торжеств, посвященных Дням Славянской письменности и культуры на Алтае, на Знаменский храм поднят главный купол и крест.
19 января 2012 года, в день празднования Крещения Господня была открыта восстановленная колокольня Знаменской церкви.
Сегодня в Знаменском женском монастыре 20 насельниц. При обители есть небольшой музей о Богородице-Казанском монастыре, работает воскресная школа. Игуменья монастыря: Клавдия (Кремлёва); благочинная: монахиня Нина (Лебедева). Духовенство: протоиерей Константин Гросс, иерей Александр Старокожев, иеромонах Филарет (Бердников), диакон Константин Филатов, иеродиакон Иннокентий (Хачатурян).
4 декабря 2014 года Преосвященнейший Сергий (Иванников), епископ Барнаульский и Алтайский, в сослужении епархиального духовенства, совершил чин великого освящения Знаменского храма. Храм открылся вновь после глобальной реставрации, в процессе которой была проведена полная замена иконостаса и перестелен пол. Теперь в одной из самых старых и красивых церквей краевой столицы иконостас выполнен из настоящего кедра. В этот же день, в праздник Введения во храм Пресвятой Богородицы, в освящённом храме прошла Божественная литургия архиерейским чином. За праздничным богослужением вместе с клириками и мирянами епархии молились сотрудники пограничного управления ФСБ России по Алтайскому краю, поскольку 4 декабря считается храмовым праздником пограничной службы России.
13 апреля 2021 года Священный синод назначил монахиню Нину (Лебедеву) на должность игумении Знаменского женского монастыря.